# Morovis

Municipio de Morovis en color rojo

Morovis es un municipio del Estado Libre Asociado de Puerto Rico situada en la vertiente norte de la Cordillera Central.

## Barrios

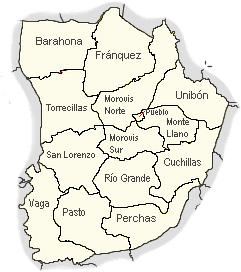
Barrios de Morovis.

Lo integran 14 barrios:
1. Barahona
2. Cuchillas
3. Fránquez
4. Monte Llano
5. Morovis barrio-pueblo
6. Morovis Norte
7. Morovis Sud
8. Pasto
9. Perchas
10. Río Grande
11. San Lorenzo
12. Torrecillas
13. Unibón
14. Vaga

## Datos básicos
- Año de fundación: 1815
- Superficie: 101 km² (39 millas cuadradas)
- Población: (2010): 32 610 habitantes
- Sobrenombre del pueblo: La Isla menos Morovis o Ciudad de los Titanes
- A 45 minutos de San Juan.
- Gentilicio: Moroveños
- Barrios: Se divide en los siguientes barrios: Barahona, Cuchillas, Fránquez, Montellanos, Morovis Norte, Morovis Sur, Pastos, Perchas, Pueblo, Río Grande, San Lorenzo, Torrecillas, Unibón y Pueblo
- Altitud: -0.67 metros
- Alcaldesa: Carmen Maldonado

## Topografía
Hacia el norte el relieve es bastante llano. La parte más elevada es el sur, dando el límite con Orocovis, en el barrio Perchas, los cerros Malo y Quirón miden 690 y 510 metros (2264 y 1673 pies) de altura. Al norte colinda con Manatí y Vega Baja, al este con Corozal y al oeste con Ciales. 